# Isòtops del carboni
Els isòtops del carboni són els núclids o àtoms que tenen el mateix nombre atòmic que l'element químic carboni, és a dir, que tenen sis protons, tot i tenir entre ells un nombre diferent de neutrons i, per tant, diferent nombre màssic. Els isòtops del carboni més estables són el carboni 11, el carboni 12, el carboni 13 i el carboni 14, aquests tres darrers es troben de manera espontània a la natura i se'n diu que són "naturals". El carboni 11 és l'isòtop sintètic més estable, amb un període de semidesintegració d'uns vint minuts. El carboni és un element sòlid no metàl·lic que té símbol químic C i massa atòmica estàndard de 12.0107(8) u.

## Isòtops naturals
Existeixen tres isòtops del carboni que ocorren a la naturalesa: 12, 13 i 14. El carboni 12 és de lluny el més freqüent, amb una abundància natural del 99%. El carboni 12 i el carboni 13 són estables mentre que el carboni 14 és un isòtop radioactiu molt rar a la natura i que té un període de semidesintegració d'uns milers d'anys. El C-14 emet partícules beta i s'utilitza entre altres coses per a estimar l'edat de les troballes arqueològiques.

## Taula
| Símbol del núclid | Z(p)                | N(n)                | Massa isotòpica (u) | Període de semidesintegració   | Espín nuclear | Composició isotòpica representativa (fracció molar) | Rang de variació natural (fracció molar) |
| Símbol del núclid | energia d'excitació | energia d'excitació | energia d'excitació |                                |               |                                                     |                                          |
| ----------------- | ------------------- | ------------------- | ------------------- | ------------------------------ | ------------- | --------------------------------------------------- | ---------------------------------------- |
| 8C                | 6                   | 2                   | 8,037675(25)        | 2,0(4) x 10-21 s [230(50) keV] | 0+            |                                                     |                                          |
| ⁹C                | 6                   | 3                   | 9,0310367(23)       | 126,5(9) ms                    | (3/2-)        |                                                     |                                          |
| ¹⁰C               | 6                   | 4                   | 10,0168532(4)       | 19,290(12) s                   | 0+            |                                                     |                                          |
| 11C               | 6                   | 5                   | 11,0114336(10)      | 20,334(24) min                 | 3/2-          |                                                     |                                          |
| 12C               | 6                   | 6                   | 12 per definició    | ESTABLE                        | 0+            | 0,9893(8)                                           | 0,98853-0,99037                          |
| 13C               | 6                   | 7                   | 13,0033548378(10)   | ESTABLE                        | 1/2-          | 0,0107(8)                                           | 0,00963-0,01147                          |
| ¹⁴C               | 6                   | 8                   | 14,003241989(4)     | 5,70(3) x 10³ anys             | 0+            |                                                     |                                          |
| 15C               | 6                   | 9                   | 15,0105993(9)       | 2,449(5) s                     | 1/2+          |                                                     |                                          |
| ¹⁶C               | 6                   | 10                  | 16,014701(4)        | 0,747(8) s                     | 0+            |                                                     |                                          |
| 17C               | 6                   | 11                  | 17,022586(19)       | 193(5) ms                      | (3/2+)        |                                                     |                                          |
| 18C               | 6                   | 12                  | 18,02676(3)         | 92(2) ms                       | 0+            |                                                     |                                          |
| 19C               | 6                   | 13                  | 19,03481(11)        | 46,2(23) ms                    | (1/2+)        |                                                     |                                          |
| 20C               | 6                   | 14                  | 20,04032(26)        | 16(3) ms [14(+6-5) ms]         | 0+            |                                                     |                                          |
| 21C               | 6                   | 15                  | 21,04934(54)#       | <30 ns                         | (1/2+)#       |                                                     |                                          |
| 22C               | 6                   | 16                  | 22,05720(97)#       | 6,2(13) ms [6,1(+14-12) ms]    | 0+            |                                                     |                                          |

## Paleoclima
El 12C i el 13C poden servir com a indicadors de temperatura per explicar la circulació oceànica. Les plantes troben més fàcil utilitzar els isòtops més lleugers (12C) 
quan converteixen la llum solar i el diòxid de carboni en aliment, de manera que les grans masses de plàncton (organismes flotants) porten grans quantitats de 12C als oceans. Si aquests oceans s'estratifiquen (capes d'aigua càlida a prop de la superfície, i aigües fredes a les parts profundes), aleshores l'aigua no pot circular, de manera que quan el plàncton mor, s'enfonsa i s'emporta 12C a les profunditats, fent que les capes superficials siguin relativament riques en 13C. Quan les aigües fredes pugen de les profunditats (Atlàntic nord), porta el 12C. Així doncs, quan l'oceà estava menys estratificat que avui en dia, hi havia grans quantitats de 12C als esquelets de les espècies de la superfície. Altres indicadors del paleoclima inclouen la presència d'espècies tropicals, anells de creixement del corall, etc. (Flannery, 2005)